# 内弯繁缕
内弯繁缕（学名：Stellaria infracta）是石竹科繁缕属的植物，是中国的特有植物。分布于中国大陆的河北、陕西、四川、河南、山西、甘肃、内蒙古等地，生长于海拔800米至3,225米的地区，一般生于石隙以及草地，目前尚未由人工引种栽培。

## 别名
内曲繁缕（拉汉种子植物名称）

## 异名
- Stellaria dichasioides F. N. Williams